# Крунстад
Кру́нстад (африк. Kroonstad) — город в ЮАР, административный центр местного муниципалитета Моцгхака. 

## Этимология
Название в переводе с нидерландского языка означает «город короны». О происхождении названия существуют несколько версий: либо в честь российского Кронштадта, название которого упоминалось в газетных новостях и понравилось основателям, либо в честь лошади основателя города — лидера фуртреккеров Сарела Сильерса, по кличке «Корона», которая утонула в бурной реке. Но наиболее правдоподобное объяснение название города ассоциируется с центральным расположением населённого пункта на момент его основания в данной местности.

## История
Крунстад был основан в 1855 году — это был первый город, основанный после провозглашения независимости Оранжевого Свободного Государства.
В годы Второй англо-бурской войны Крунстад с 13 марта по 11 мая 1900 года был столицей Оранжевого Свободного Государства. После того, как город был занят англичанами, рядом с ним был размещён один из концентрационных лагерей, в которые сгоняли бурских женщин и детей.